# Tilos

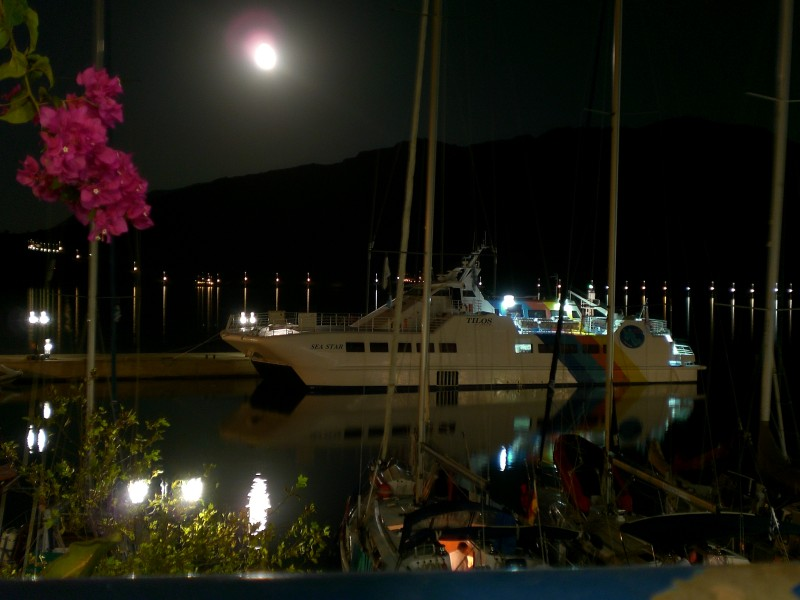
SeaCat in haven van Tilos (Livadi)

Tilos (Grieks: Τήλος), oudere vorm Telos, is een klein Grieks eiland dat deel uitmaakt van de eilandengroep de Dodekanesos en gelegen is in het zuidoosten van de Egeïsche Zee en ten zuiden van het eiland Nisyros. Bestuurlijk is dit eiland sedert 2011 een Griekse gemeente (dimos), en hoort bij de regionale eenheid (periferiaki enotita) Rodos, in de bestuurlijke regio (periferia) Zuid-Egeïsche Eilanden.

## Algemeen
Megalo Chorio (vert. groot dorp) was de hoofdstad van het eiland, gelegen in het midden van het noorden van het eiland.
Tilos is een rustig maar afwisselend eiland met onder andere mogelijkheden tot wandelen naar verlaten stranden. Bij Gera, ten zuiden van Livadia, uitsluitend via een wandelroute te bereiken, zijn ruïnes te bekijken.

Achttiende-eeuwse fresco's zijn te vinden in het klooster van Sint-Pantaleon (Monastiri Agiou Panteleimona).

## Prehistorie
Op Tilos leefde ooit een prehistorische dwergolifant, geweten door de vondst van deze skeletten in een van de grotten op het eiland.